# Campanha (Erau)
Campanha (en francès Campagne) és un municipi occità del Llenguadoc, situat al departament de l'Erau i a la regió d'Occitània.